# Championnats du monde de descente de canoë-kayak 1995
Navigation
Championnats du monde de descente 1993 Championnats du monde de descente 1996
Les 19e championnats du monde de descente en canoë-kayak de 1995 se sont tenus à Bala au Royaume-Uni, sous l'égide de la Fédération internationale de canoë.
C'est la 2e fois que cette ville accueille ces championnats, après ceux de 1981.

## Podiums

### K1
| Rang               | Athlète           | Pays      | Temps    |
| ------------------ | ----------------- | --------- | -------- |
| Médaille d'or      | Markus Gickler    | Allemagne | 21:00.76 |
| Médaille d'argent  | Robert Pontarollo | Italie    | 21:01.25 |
| Médaille de bronze | Thomas Koelmann   | Allemagne | 21:06.92 |

| Rang               | Athlète                                              | Pays             | Temps    |
| ------------------ | ---------------------------------------------------- | ---------------- | -------- |
| Médaille d'or      | Aaron Cox Andrew Martin Philip Dooney                | Nouvelle-Zélande | 21:25.98 |
| Médaille d'argent  | Gilles Calliet Jean-Charles Lefevre Philippe Graille | France           | 21:28.39 |
| Médaille de bronze | Markus Gigkler Thomas Koelmann Axel Lehmacher        | Allemagne        | 21:32.92 |

| Rang               | Athlète          | Pays     | Temps    |
| ------------------ | ---------------- | -------- | -------- |
| Médaille d'or      | Ursula Profanter | Autriche | 22:56.68 |
| Médaille d'argent  | Laurence Castet  | France   | 23:07.17 |
| Médaille de bronze | Aurore Bringard  | France   | 23:13.11 |

| Rang               | Athlète                                         | Pays        | Temps    |
| ------------------ | ----------------------------------------------- | ----------- | -------- |
| Médaille d'or      | Aurore Bringard Laurence Castet Myriam Le Gallo | France      | 23:35.84 |
| Médaille d'argent  | Catrin Vieten Claudia Mohr Claudia Brokof       | Allemagne   | 23:47.67 |
| Médaille de bronze | Cynthia Berry Tina Parson Andrea Tordoff        | Royaume-Uni | 23:49.64 |

### C1
| Rang               | Athlète              | Pays      | Temps    |
| ------------------ | -------------------- | --------- | -------- |
| Médaille d'or      | Vladi Panato         | Italie    | 23:56.78 |
| Médaille d'argent  | Stephan Stiefenhöfer | Allemagne | 24:00.53 |
| Médaille de bronze | Jérôme Bonnardel     | France    | 24:06.68 |

| Rang               | Athlète                                             | Pays      | Temps    |
| ------------------ | --------------------------------------------------- | --------- | -------- |
| Médaille d'or      | Stephan Stiefenhöfer Olaf Schwarz Frank Steinhauser | Allemagne | 24:07.43 |
| Médaille d'argent  | Samuel Nardon Jérôme Bonnardel Dominique Rouvel     | France    | 24:17.54 |
| Médaille de bronze | Promoz Sulic Borut Horvat Simon Hocevar             | Slovénie  | 25:07.86 |

### C2
| Rang               | Athlète                       | Pays      | Temps    |
| ------------------ | ----------------------------- | --------- | -------- |
| Médaille d'or      | Vladimir Vala Jaroslav Slucik | Slovaquie | 22:49.27 |
| Médaille d'argent  | Damien Faysse Pierre Roos     | France    | 22:50.41 |
| Médaille de bronze | Ulrich Knittel Andreas Hajek  | Allemagne | 22:52.52 |

| Rang               | Athlète                                            | Pays        | Temps    |
| ------------------ | -------------------------------------------------- | ----------- | -------- |
| Médaille d'or      | Jacquemet / Halko Gauthier / Laurent Faysse / Roos | France      | 23:14.32 |
| Médaille d'argent  | Müller / Kennel Hajek / Knittel Eich / Simon       | Allemagne   | 23:14.63 |
| Médaille de bronze | Caunt / Belbin Blackman / Blackman Lyons / Guest   | Royaume-Uni | 24:30.73 |

## Tableau des médailles
| Rang  | Nation           | Or | Argent | Bronze | Total |
| ----- | ---------------- | -- | ------ | ------ | ----- |
| 1     | France           | 2  | 4      | 2      | 8     |
| 2     | Allemagne        | 2  | 3      | 3      | 8     |
| 3     | Italie           | 1  | 1      | 0      | 2     |
| 4     | Autriche         | 1  | 0      | 0      | 1     |
| -     | Nouvelle-Zélande | 1  | 0      | 0      | 1     |
| -     | Slovaquie        | 1  | 0      | 0      | 1     |
| 7     | Royaume-Uni      | 0  | 0      | 2      | 2     |
| 8     | Slovénie         | 0  | 0      | 1      | 1     |
| Total | Total            | 8  | 8      | 8      | 24    |